# Вершинин, Лев Александрович
Лев Александрович Вершинин — советский, российский и американский переводчик и писатель.

## Биография
Родился в 1926 году в семье Александра Юрьевича Вершинина, красного комиссара и партийного функционера, и Марии Ароновны Сафрай, врача-отоларинголога, внучки Могилёвского раввина .
В 1944 году отказался от назначенной ему брони и был призван на военную службу, однако на фронт не попал, а был зачислен на итальянское отделение в Военный институт иностранных языков в Москве, который окончил в 1948 году. После этого служил в Севастополе в должности военного переводчика, сопровождая флотские делегации при поездках в Италию. В 1953 году был демобилизован.
После демобилизации занимался техническими переводами, затем перешёл к переводам современных и классических итальянских прозаиков. Со временем вернулся в Москву, а в 1995 переехал в Нью-Йорк.
Умер 16 июня 2013 года.

## Переводы
Переводил с итальянского реалистическую, фантастическую, детскую прозу, драматические произведения. Перевёл произведения около 70 итальяноязычных авторов, в том числе:
- Лино Альдани
- Антонио Арлетти
- Франко Брузати (англ. Franco Brusati)
- Джузеппе Брунамонтини
- Дино Буццати
- Энцо Бьяджи
- Джованни Варга
- Густаво Гаспарини (венг. Gustavo Gasparini)
- Наталия Гинзбург
- Тонино Гуэрра
- Чезаре Дзаваттини
- Марко Дилиберто
- Эмио Донаджо
- Итало Кальвино
- Луиджи Коцци
- Инизеро Кремаски (итал. Inisero Cremaschi)
- Фолько Куиличи (англ. Folco Quilici)
- Карло Леви
- Примо Леви
- Эрманно Либенци
- Уго Малагути (итал. Ugo Malaguti)
- Луиджи Малерба
- Карло Мандзони
- Мауро Антонио Мильеруоло
- Тоти даль Монте
- Альберто Моравиа
- Бруно Нардини
- Ипполито Ньево
- Альдо Пазетти
- Гоффредо Паризе
- Луиджи Пиранделло
- Васко Пратолини
- Джулио Райола
- Рене Реджани
- Анна Ринонаполи (венг. Anna Rinonapoli)
- Джанни Родари
- Серджо Туроне
- Сандро Сандрелли
- Энцо Стриано
- Эдуардо де Филиппо
- Анна Мария Фонтебассо
- Умберто Эко

## Творчество
Писал историческую, детскую прозу, мемуары, стихи, занимался литературной критикой. Среди опубликованных книг:
- Лев Александрович Вершинин. Игра в загадки.. — М.: Детская литература, 1964. — 6 с.
- Лев Александрович Вершинин. Приключения Бертольдо.. — М.: Детская литература, 1971. — 12 с.
- Лев Александрович Вершинин. Отныне и навсегда.. — М.: Детская литература, 1978. — 240 с.
- Лев Александрович Вершинин. Рим или смерть. Повесть о Гарибальди.. — М.: Детская литература, 1985. — 160 с.
- Лев Александрович Вершинин. О знаменитостях, и не только.... — М.: Радуга, 1999. — 208 с. — ISBN 5-05-004856-7.
- Лев Александрович Вершинин. Не прячь лицо в ладони. — М.: Радуга, 2002. — 360 с. — ISBN 5-05-005496-6.